# Requiem (film din 2006)
Requiem este un film dramatic german din 2006, regizat de Hans-Christian Schmid. El o prezintă pe Sandra Hüller în rolul unei femei cu epilepsie, Michaela Klingler, despre care se credea că ar fi fost posedată demonic.
Filmul este bazat pe povestea reală a lui Anneliese Michel, o femeie germană care a fost supusă exorcismului, crezându-se că ar fi fost posedată de șase sau mai mulți demoni. Acest caz de asemenea a fost la baza filmului lui Scott Derrickson din 2005 The Exorcism of Emily Rose.

## Distribuție
- Sandra Hüller : Michaela Klingler
- Burghart Klaußner : Karl Klingler
- Imogen Kogge : Marianne Klingler
- Anna Blomeier : Hanna Imhof
- Nicholas Reinke : Stefan Weiser
- Jens Harzer : Martin Borchert (Exorciste)
- Walter Schmidinger :Gerhard Landauer (Exorciste)
- Friederike Adolph : Helga Klingler
- Irene Kugler : Heimleiterin Krämer
- Johann Adam Oest : Professor Schneider